# Osmia helicicola
Osmia helicicola är en biart som beskrevs av Robinaeau 1836. Osmia helicicola ingår i släktet murarbin, och familjen buksamlarbin. Inga underarter finns listade i Catalogue of Life.